# 蝴蝶谷新村
蝴蝶谷新村（英語：Butterfly Valley Village）是已拆卸的香港平房區，由私營建屋團體香港平民屋宇有限公司透過租用官地而建設，是該公司興建大坑西新邨之前其中一個建屋項目。該平房區位於九龍荔枝角蝴蝶谷道附近，與衛民村為鄰，共有47座平房，在1955年5月落成。1973年，由於該公司的官地租用許可證到期且不再續期，該平房區和所在的土地都由香港政府接收，其後經地政總署管理到2001年清拆為止，與衛民村一同成為最後一批被清拆的平房區。清拆後的土地後來用作興建八號幹線荔枝角段天橋，而橋底則被劃作荔枝角雨水排放隧道和蝴蝶谷道寵物公園。

## 歷史
平民屋宇公司在1952年5月由周錫年、馮秉芬、李福樹等人成立後，隨即在九龍九龍仔（大坑西，1962年起重建成大坑西新邨）、九龍城東頭村、京士柏和香港島柴灣興建一些磚屋，以改善木屋區居民的生活，總數約千餘個單位，月租約卅港元。其後該公司於1954年又向港府申請批地建屋，之後獲港府撥出位於荔枝角蝴蝶谷荔枝角監獄、衛民村附近的官地，並得到官地租用許可證。
該公司原本計劃在荔枝角興建樓高三、四層的徙置樓宇，並向大公司和企業推銷每張約1.5萬元的債券，他們購買債券後，便可得到建成的單位供員工或親屬租住，租住者每月交租，達到1.5萬元（即債券本身價格）時，平民屋宇公司就會連本帶息歸還給購債機構，而住宅單位則歸予租住者。為了能夠得到資金在荔枝角和其他地區建屋，該公司曾向外界發行這些債券，可惜反應未如熱烈，在1954年4月時只售出約50萬元，故需要向港府貸款超過一百萬元。
其後該公司改為在當地建設兩列共47座磚建石棉瓦頂平房，每間平房佔地約四百平方英尺，內設一廳兩房及獨立廚廁，前後亦設有窗櫥。這些平房是以出售形式提供予市民，每間售3,392元，持上述債券者可優先直接購買。平房在1955年5月上旬落成，命名為蝴蝶谷新村。該公司在1973年不再為上述的官地租用許可證續期，該平房區和所在的土地都由香港政府接收，經地政總署負責管理。
1981年10月5日早上，一塊重約五公噸的巨石從呈祥道斜坡滾落衛民村內的第四區衛民學校，並擊破課室牆壁和壓毀桌椅，幸無人受傷，學校需停課一天。1982年8月中旬，香港連日暴雨，導致石梨貝水塘滿溢，又因荔枝角灣對出海面水漲無法疏導，以至來自水塘的雨水注入蝴蝶谷並導致蝴蝶谷新村和衛民村一帶嚴重水浸，8月16日早上房屋一度被淹，水深達十英尺，蝴蝶谷新村內有27戶需要疏散。三日後，又再出現暴雨，加上有山泥傾瀉風險，兩村居民再一次短暫撤離。1983年1月中旬，兩村共九間屋連續兩晚遭賊人爆竊，村民需要組成自衛隊巡視，而警方未有採取特別行動。
港府在1997年的《施政報告》承諾在2001年年底前清拆餘下的五個平房區，並於2001年12月20日在衛民村展開清拆行動，受影響居民無需接受資產及入息評審可遷入富昌邨及華荔邨。而蝴蝶谷新村原定於2003年9月才清拆，但因接到居民反映前者清拆後會造成公共設施和治安問題，影響日常生活，所以港府於2000年8月3日宣佈該村提早跟前者一併於2001年清拆，受影響的23戶居民也得到和前者居民相若的安置，並額外獲得透過「重建置業計劃」認購荔欣苑單位的第一優先權。清拆後的土地後來用作興建八號幹線荔枝角段天橋，而橋底則進行荔枝角雨水排放隧道工程，2012年10月18日啟用，隧道上蓋在2014年3月13日被劃作蝴蝶谷道寵物公園。

## 外部連結
- 香港巴士大典：蝴蝶谷新村